# Párizsi Kommün
A Párizsi Kommün (párizsi községtanács, franciául: Commune de Paris) blanqui–proudhoni szocialista államszervezet, melyet 1871. március 18-án kiáltottak ki Párizsban, és május 21. és május 28. között vertek le.

## Előzményei

### A porosz–francia háború
A kommün kikiáltását a porosz–francia háborúban elszenvedett francia vereség előzte meg. Ennek következtében 1870 szeptember elején a porosz fogságba esett III. Napóleon császárt megfosztották trónjától, a bonapartizmus rendszere megbukott, kikiáltották a III. Köztársaságot. 1870 szeptember közepén Párizs porosz ostromgyűrűbe szorult. 1871. január 18-án a győztes poroszok a versailles-i kastély tükörtermében bejelentették a Német Császárság létrejöttét. Február 26-án a francia („versailles-i”) ideiglenes kormány (Adolphe Thiers) aláírta a megalázó feltételeket tartalmazó versailles-i előzetes békeszerződést. Párizsban kormányválság alakult ki, a radikális erők azt követelték, hogy a párizsi helyőrség folytassa a harcot a porosz csapatok ellen.

## A kommün története
A munkástüntetések nyomán március 28-án megválasztották a kommün (Párizsi Községtanács) tagjait (a tagok nem mind voltak kommunisták és marxisták, mert voltak köztük radikálisok, republikánusok is). A kormány kilenc bizottságból állt (a magyar Frankel Leó volt a közmunkabizottság elnöke). Úgy gondolták, hogy Franciaország a „községtanácsok szövetsége” lesz majd. Számos szociális intézkedést hoztak (például nyolcórás munkaidő), és államosították a gyárakat. A monarchia több jelképét, így a Vendôme-oszlopot ledöntötték. A kommün ellen a porosz hadsereg és a versailles-i kormánycsapatok közös fellépést terveztek. A kommün vezetői aláaknázták és éghető anyagokkal rakták meg Párizs fontos középületeit (a Louvre-t, a Palais Royalt, a Városházát, a Rendőrprefektúrát, a Pénzügyi Szervezetek Felügyelőségét, a Vámraktárakat, a Pénzügyminisztériumot, az Államtanács székházát, a Becsületrend központját, számos színházat, a Legfelső Bíróság épületét és a Tuileriák palotáját), és ezek felgyújtását helyezték kilátásba arra az esetre, ha ellenséges katonák lépnének a városba.
1871 májusában a kormánycsapatok, porosz támogatással megtámadták a Kommün erőit. A kommünárdok beváltották fenyegetésüket, a Tuileriák palotáját teljesen, a többi épületet részlegesen felégették. A város ostroma során további súlyos károk keletkeztek épületekben és emberéletekben egyaránt. A katonai túlerő felülkerekedett a felfegyverzett párizsi munkásság erőin, a kommünt leverték, az elfogott kommünárdokat kivégezték.

## Hatása

### Kommunalizmus és kommunizmus
Karl Marx és számos kommunista vezető az első proletárdiktatúrának, így az első kommunista államnak nevezte a párizsi kommünt, bár a községtanács szándéka több tekintetben különbözött a későbbi kommunista elvektől. A kommün alapelvei Louis Auguste Blanquitől és Pierre-Joseph Proudhontól, a francia szocializmus kiemelkedő alakjaitól származtak. Blanqui szerint a jogi és vagyoni egyenlőséget gyors államcsínnyel érheti el az összeesküvők egy csoportja, mely aztán diktatórikus eszközökkel kormányoz, Proudhon pedig az anarchisták előfutárának számított, és szerinte a társadalom működését szabadon együttműködő emberek közössége biztosítja. A kommün szocialista intézkedései is ezek szellemében fogantak.